# Gordon Ramsay
Pour les articles homonymes, voir Ramsay.
Gordon Ramsay, né le 8 novembre 1966 à Johnstone en Écosse, est un chef cuisinier et restaurateur britannique. 
Également présentateur de plusieurs émissions télévisées consacrées à la cuisine ou à la restauration, telles que The F Word, MasterChef, ou encore la célèbre émission Ramsay's Kitchen Nightmares (diffusée en France sous le nom de Cauchemar en cuisine), il compte parmi les trois cuisiniers ayant été gratifiés de trois étoiles en une fois par l'édition britannique du Guide Michelin.

## Biographie
Gordon James Ramsay naît le 8 novembre 1966 à Johnstone, une ville située dans la grande banlieue de Glasgow, dans le Renfrewshire, en Écosse. Son père est ouvrier polyvalent rêvant de devenir chanteur de musique country ; sa mère est infirmière. Il a une grande sœur, Diane, un petit frère Ronnie et une petite sœur, Yvonne. En 1976, la famille quitte une Écosse touchée de plein fouet par la crise économique pour s'installer à Stratford-upon-Avon, dans les Midlands de l'Ouest.
Le jeune garçon s'intéresse très tôt au football et ne tarde pas à se faire un nom au niveau régional, à tel point qu'à douze ans il lui est proposé d'intégrer l'équipe locale du Warwickshire. Cependant, sa carrière sportive est remise en question deux ans plus tard à la suite d'une sérieuse blessure au genou. Quelques années plus tard, après avoir envisagé de s'engager dans la Royal Navy, le jeune Gordon intègre un lycée hôtelier, où il apprend les rudiments du métier de chef.
À l'âge de 19 ans, Gordon Ramsay est chef de partie au Wroxton House Hotel, puis il part pour la capitale. À Londres, il travaille au Harveys avec le célèbre chef Marco Pierre White, réputé pour son caractère bien trempé. Il reste à ses côtés durant presque trois ans avant d'exprimer le souhait d'étudier la cuisine française. Pour ce faire, son employeur le recommande au chef d'origine française Albert Roux, qui tient un restaurant français à Londres, « Le Gavroche ». Après un an à travailler à ses côtés, Albert Roux invite Gordon Ramsay à le seconder à l'« Hôtel Diva », un hôtel quatre étoiles d'Isola 2000, une station de ski du sud de la France. À la suite de cette expérience, il « monte » à Paris. Recommandé par son mentor, il trouve un poste auprès de Guy Savoy et de Joël Robuchon, deux grands noms de la haute gastronomie française. Il travaille trois ans à leurs côtés avant de tenter une nouvelle expérience comme chef sur un yacht basé dans l'archipel des Bermudes. Il officiera sur ce bateau de luxe — le Idlewild — durant une année.
En 1993, il retourne à Londres, où on lui propose de prendre la tête du restaurant « La Tante Claire ». Quelque temps plus tard, son ancien employeur, Marco Pierre White, lui propose de s'associer avec lui : il lui offre de prendre la tête du restaurant « Rossmore » ainsi que 10 % des parts de l'établissement. Renommé « Aubergine », le restaurant acquiert une certaine notoriété, couronnée par une première étoile au guide Michelin seulement quatorze mois après sa reprise en main par Gordon Ramsay. En 1997, le chef obtient sa deuxième étoile. Cependant, à peine quelques mois plus tard, Gordon Ramsay refuse de suivre la ligne de conduite de sa direction, et se décide alors à cesser son partenariat et à ouvrir son propre établissement, baptisé « Gordon Ramsay at Royal Hospital Road ». En 2001, il obtient sa troisième étoile au guide Michelin.
Sa notoriété allant grandissante, Gordon Ramsay obtient des fonds qui lui permettent d'ouvrir plusieurs autres restaurants. Le premier est l'« Amaryllis », à Glasgow — qu'il revend quelques années plus tard —, suivi du « Gordon Ramsay », en plein cœur de Londres. Il poursuit progressivement sa stratégie d'acquisition, ouvrant un restaurant à Dubaï, le « Verre », puis deux autres à Tokyo en 2005, le « Gordon Ramsay at Conrad Tokyo » et le « Cerise by Gordon Ramsay ». 
En 2006, Gordon Ramsay ouvre son premier restaurant à New York : le « Gordon Ramsay at the London », suivi en 2008 par le « Gordon Ramsay at the London West Hollywood » à Los Angeles. En 2007, Gordon Ramsay ouvre son premier établissement européen en dehors du Royaume-Uni, le « Gordon Ramsay at Powerscourt » à Wicklow, en Irlande. Il est suivi en 2008 par le restaurant « Gordon Ramsay au Trianon Palace », à Versailles. En 2010, Ramsay est attendu dans les cuisines de l'Hôtel Savoy pour sa réouverture.
En 2015, il reprend les cuisines du restaurant gastronomique Le pressoir d'argent au Grand Hôtel de Bordeaux & Spa.

## Télévision

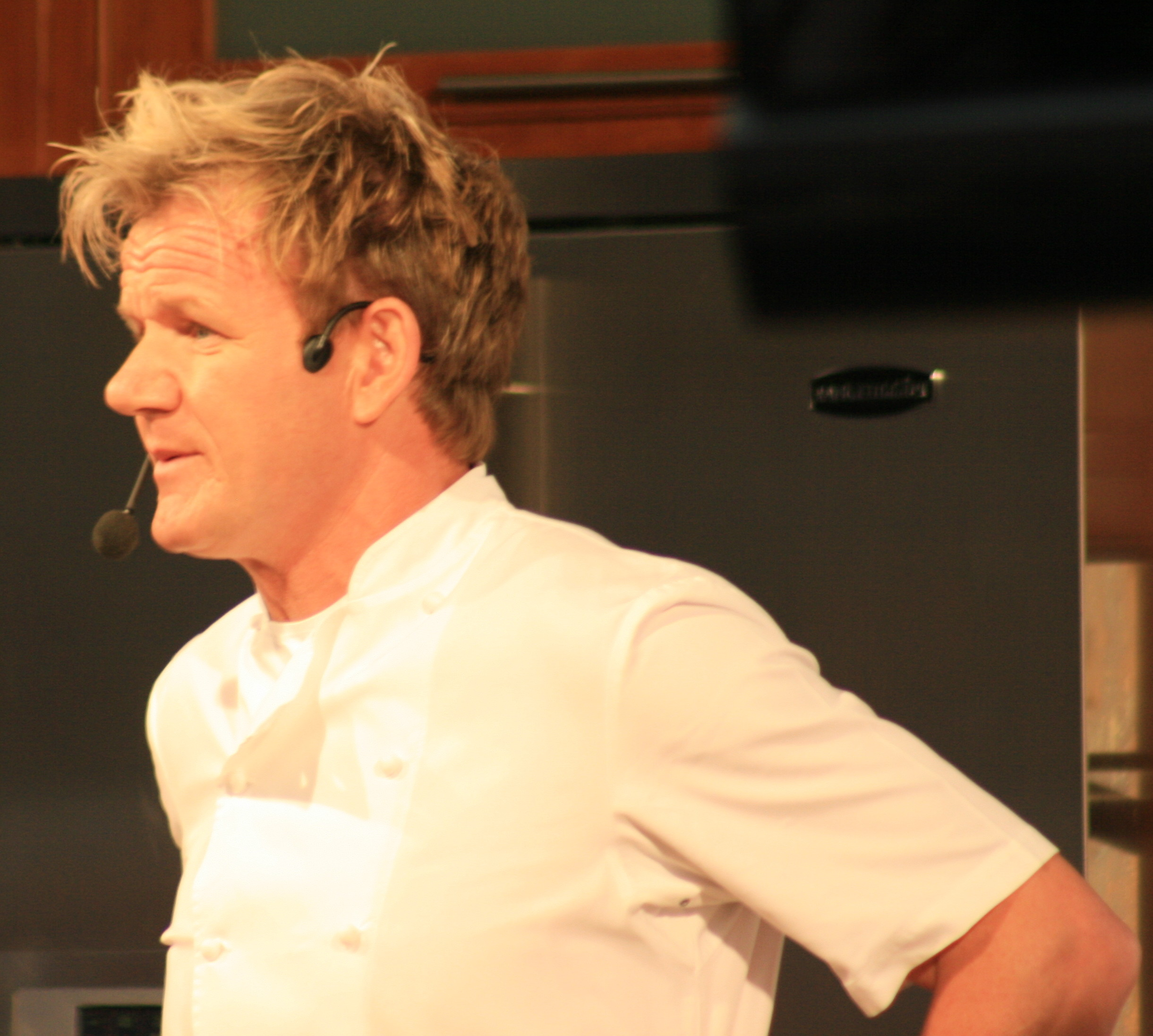
Gordon Ramsay dans le magazine britannique BBC Gardeners' World.

Parallèlement à sa carrière de chef, Gordon Ramsay est également célèbre pour ses nombreuses prestations télévisées. Ses premières apparitions télévisées remontent à deux documentaires montrant les coulisses des cuisines, Boiling Point en 1998 et Beyond Boiling Point en 2000.
En 2002, il est invité de l'émission Top Gear où il participe à la séquence « Star dans une voiture petit budget ». Au volant d'une Suzuki Liana, il fait un tour de piste en 1 minute et 50 secondes, ce qui le classe à la 23e place. L'épisode, saison 1 épisode 9, dans lequel figure sa course, a été diffusé le 22 décembre 2002.
En 2004 apparaît sur les écrans de la chaîne de télévision privée Channel Four la série Ramsay's Kitchen Nightmares, diffusée aux États-Unis sur BBC America et reprise en France sur les chaînes Cuisine.TV, W9 puis M6 sous le nom de Cauchemar en Cuisine. S'éloignant des classiques émissions culinaires, il s'agit d'un programme dans lequel Ramsay tente de venir en aide à des restaurateurs en difficulté. 
La même année, la chaîne ITV1 diffuse le programme Hell's Kitchen dans lequel le chef tente de former de jeunes cuisiniers. Le succès de l'émission en Grande-Bretagne conduit la chaîne FOX à proposer un concept similaire pour le public américain. Hell's Kitchen est aussi diffusé en France sur TMC et AB1.
En 2005, Gordon Ramsay commence le tournage de la série The F Word sur Channel Four, également diffusée aux États-Unis sur BBC America. En 2007, le programme est repris sous le même nom en France. Dans cette émission, des recettes de cuisines sont réalisées par le chef pour un panel de célébrités. Deux commis le secondent dans sa tâche : à chaque épisode, l'un d'eux est remercié, le vainqueur pouvant poursuivre un apprentissage dans l'un des restaurants appartenant à Ramsay. Dans de rares cas, les deux commis sont remerciés. Parallèlement, l'émission est entrecoupée de chroniques informatives ou gastronomiques. Dans l'une d'elles, Gordon Ramsay tente un élevage dans sa propre maison : au cours de la première saison, il élève des dindes, baptisées chacune du nom d'un grand chef ; au cours de la seconde saison, il s'essaie à l'élevage porcin.
En 2008 est lancée une nouvelle émission culinaire sur la chaîne Channel Four : Gordon Ramsay Cookalong Live, tandis qu'une émission de télé-réalité, baptisée Gordon Ramsay : Uncensored est lancée sur Channel 7, en Australie. En 2010, Gordon Ramsay apparaît en tant que producteur et juge dans la version américaine de l'émission MasterChef.
En 2012 est lancée une nouvelle émission : Gordon derrière les barreaux (Gordon Behind Bars). Après neuf mois de démarches pour convaincre le ministère de la justice, il se rend dans un des établissements carcéraux les plus durs de Grande-Bretagne, Brixton. Parmi les 22 détenus ayant manifesté de l'intérêt pour le projet, il en sélectionne 12, qui vont cuisiner pour les 800 détenus.
Le 23 juin 2014, Gordon Ramsay annonce qu'il arrête Cauchemar en cuisine.
On retrouve le célèbre chef à la tête d'une nouvelle émission avec sa fille Matilda : Gordon Ramsay : les Recettes de Matilda, à partir de mars 2017 sur la chaîne Paris Première et sur 6play.
En 2018, il sort une nouvelle émission aux États-Unis : 24 Hours to Hell and Back. Dans l'épisode 7 de la Saison 1, il est accompagné de la critique culinaire française Victoire Loup pour juger un restaurant à Hermosa Beach.
Le 12 juillet 2023, Gordon Ramsay et la FOX annoncent lors d’une campagne de communication sur les réseaux sociaux la reprise de Kitchen Nightmares à compter du 25 septembre 2023.

## Image publique et réception

### Personnalité
La réputation de Ramsay est en général basée sur sa perfection culinaire. 
Bien que Ramsay blâme souvent l'attitude des Français, deux de ses maîtres d'hôtel sont français, Jean-Claude Breton au Royal Hospital Road, et Jean Baptiste Requien au Claridge. Par ailleurs, Ramsay a travaillé pour de grands chefs français, dont Guy Savoy et Joël Robuchon.
Le 5 juin 2009, Ramsay échange des insultes via la chaîne télévisée australienne Nine Network avec la journaliste Tracy Grimshaw (en). Le lendemain après son entrevue, il est invité au Festival de la gastronomie et du vin à Melbourne. Il décrit Tracy, durant sa journée au festival, comme une « pouffe », et pose des questions à propos de sa sexualité, la qualifiant de « lesbienne ». Grimshaw revient à la charge face à Ramsay, le traitant de « sombre crétin narcissique et arrogant » et rétorquant qu'il bat sa femme. Ramsay présente ses excuses peu après en disant que ce n'était qu'une blague.
Le mauvais tempérament de Ramsay a contribué à son succès médiatique au Royaume-Uni ainsi qu'aux États-Unis. Dans le magazine britannique Radio Times, il est dit que Ramsay serait l'un des présentateurs de télévision les plus terrifiants.
Une controverse est également apparue en 2005, lorsque Ramsay sert à un végétarien une pizza contenant du jambon à l'intérieur pour lui faire une farce. En 2022, lors d'un épisode de MasterChef, Ramsey a reconnu avoir fini par aimer la nourriture végane.

### Relations avec d'autres chefs
Ramsay a été fortement critiqué par la chaîne télévisée Food Network et par Mario Batali de l'émission Iron Chef America (en). Le New York Post rapporte en 2009 que Batali a banni Ramsay de ses restaurants. Cette querelle survient quand Batali juge que le style culinaire de Ramsay est « vieux jeu ». Cependant, Batali a réalisé que cette querelle a « été créée par quelques journalistes seulement ». Batali déclare à son propos : « On ne se connaît pas vraiment. J'adorerais traîner avec lui ».
En 2007, Ramsay admet avoir arrangé avec un biker le vol du livre de réservations du restaurant Aubergine (en) en 1998 et avoir accusé Marco Pierre White du vol, car il soupçonnait ce dernier de vouloir prendre sa place à l'Aubergine.

## Vie privée
Ramsay a épousé, en 1996, Cayetana Elizabeth Hutcheson, une enseignante qui travaillait dans la pédagogie Montessori, surnommée « Tana ». Le couple est parent de six enfants : Megan Jane, née en 1998 ; les jumeaux Jack Scott et Holly Anna (nés en 2000), Matilda Elizabeth (née en 2001), Oscar James (né en 2019) et Jesse James (né en 2023). 
Le beau-père de Ramsay, Chris Hutcheson, est responsable financièrement des nombreux restaurants que possède Ramsay jusqu'en 2010 : il sera en effet licencié pour irrégularités financières et détournement d'argent. 
Gordon Ramsay annonce lors de l'épisode 6 de la saison 5 de l'émission Kitchen Hell la perte de son père, décédé à l'âge de cinquante-trois ans. Dans un autre épisode, il explique que son père s'est suicidé à cause de problèmes d'alcoolisme.

## Décoration
- Officier de l'Ordre de l'Empire britannique en 2006 (OBE)[35]

## Restaurants

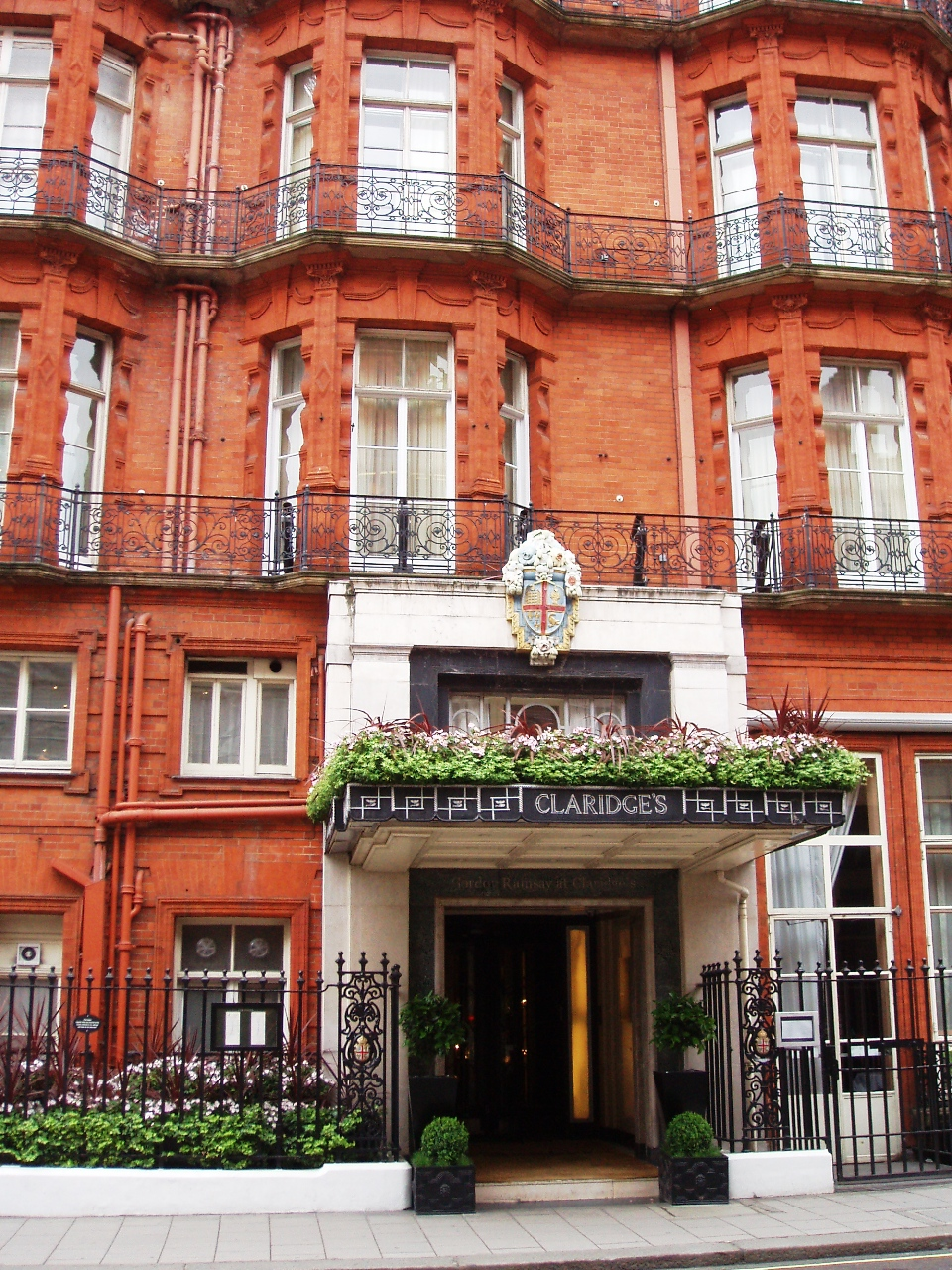
Le Claridge's à Londres

Gordon Ramsay est à la tête de 63 restaurants dans le monde (liste non exhaustive) :
- Gordon Ramsay au Trianon Palace à Versailles, Yvelines, France
- Castel Monastero en Toscane, Italie
- Forte Village en Sardaigne, Italie
- Boxwood Café à Londres
- Maze, Mayfair Londres
- Nonna's
- York and Albanyt
- The Warrington
- La Veranda à Versailles, Yvelines, France
- Foxtrot Oscar
- Pétrus
- Banquette
- Verre à Dubaï
- Gordon Ramsay at Conrad Tokyo
- Gordon Ramsay at Powerscourt à Dublin, Irlande
- Cerise by Gordon Ramsay
- Gordon Ramsay at The London NYC
- Gordon Ramsay at The London West Hollywood
- La Noisette
- The London Bar
- The Narrow
- Auberge de l'Etang à Munchhausen, Alsace, France
- The Devonshire
- Romer laupine[réf. nécessaire]
- BurGR ( Las Vegas)
- Gordon Ramsay Steak ( Las Vegas)
- Gordon Ramsay pub & grill ( Caesar Palace- Las Vegas)
- Pressoir d'Argent (Bordeaux), 2 étoiles au guide Michelin
- Hell's kitchen Boston

## Dans la culture
Le pendant cartoonesque de Ramsay apparaît dans un épisode de la saison 14 de South Park intitulé Crème fraîche. Dans cet épisode, Cartman se déguise en Gordon Ramsay afin de dégoûter Randy de la cuisine en le critiquant sauvagement sur l'aspect de ses plats. 
Il existe un personnage lui rendant hommage dans le MMORPG World Of Warcraft, un personnage non joueur niveau 85 humain « chef cuistot » dénommé Gordon Tramsay.
L'épisode 2 de la saison 5 (2016) de la série web Epic Rap Battles of History met en scène Gordon Ramsay et son pendant américain, la pionnière Julia Child.
Dans l'épisode 1 de la série britannique Close Case : Affaires closes, le chef Aiden Matthew Hawkchurch, célébrité télévisée unanimement détestée pour son tempérament sadique, fait directement référence à Gordon Ramsay.
Dans l'épisode 21 de la première saison de Mickey et ses amis : Top Départ ! , il apparaît sous les traits de Gerald Oxley, chef cuisinier célèbre qui va, avec « l'équipe des bénévoles » Minnie, Daisy et Coucou Loulou, rénover le Hot Dog Cafèt. Dans la version originale, Gordon Ramsay double lui-même la voix de Gerald Oxley.

## Publications
- Gordon Ramsay’s Passion For Flavour (1996)
- Gordon Ramsay’s Passion For Seafood (1999)
- Gordon Ramsay A Chef For All Seasons (2000)
- Gordon Ramsay’s Just Desserts (2001)
- Gordon Ramsay’s Secrets (2003)
- Gordon Ramsay’s Kitchen Heaven (2004)
- Gordon Ramsay Makes It Easy (2005), traduit en français La cuisine en toute simplicité (2008 éditions Solar)
- Gordon Ramsay Easy All Year Round (2006)
- Gordon Ramsay's Sunday Lunch and other Recipes from the F Word (2006), traduit en français Les bons petits plats de Gordon Ramsay (2011 éditions Tana)
- Gordon Ramsay's Fast Food Recipes from the F Word (2007), traduit en français Les recettes de Fast food de Gordon Ramsay.
- Humble Pie (2006) (Autobiographie)
- Playing With Fire (2007)
- Recipes From a 3 Star Chef (2007)
- Gordon Ramsay's Healthy Appetite (2008), traduit en français la cuisine saine et gourmande de Gordon Ramsay (2012 édition Tana)
- Cooking for Friends : Food from My Table (2008), traduit en français Cuisine pour mes amis : nourriture de ma table.
- Gordon Ramsay's On Top of The World (2009)
- Gordon Ramsay's World Kitchen : Recipes from "The F Word" (2009)
- Gordon Ramsay's Best Menus (2010), traduit en français Les meilleurs menus de Gordon Ramsay (2011 éditions Tana)
- Gordon Ramsay's Ultimate Cookery Course (2012 Éditions Hodder & Stoughton)